# Palaeolama
A Palaeolama („korai láma”) az emlősök (Mammalia) osztályának párosujjú patások (Artiodactyla) rendjébe, ezen belül a tevefélék (Camelidae) családjába tartozó fosszilis nem.

## Tudnivalók
A Palaeolama Észak- és Dél-Amerikában fordult elő, a középső pleisztocén korszaktól -1,8 Mya - egészen a pleisztocén kor végéig, körülbelül 11 ezer évvel ezelőttig.
Legendre és Roth őslénykutatók, négy példánynak próbálták felbecsülni a testtömegét. Ezekre az adatokra jutottak:
- 1. példány: 198 kilogramm
- 2. példány: 284,8 kilogramm
- 3. példány: 205,5 kilogramm
- 4. példány: 203 kilogramm

A Palaeolama mirifica (Simpson, 1931) nevű faj, Kalifornia déli részétől, egészen az Amerikai Egyesült Államok délkeleti részéig fordult elő; a legsűrűbb állománya Florida területén élt.

## Rendszerezés
A nembe az alábbi 9 elfogadott faj tartozik:
- Palaeolama aequatorialis Hoffstetter, (1952) - Ecuador
- Palaeolama crassa Hoffstetter, (1952) - Ecuador
- Palaeolama edensis - Észak-Amerika
- Palaeolama gracilis - Észak-Amerika
- Palaeolama hoffstetteri Guérin & Faure, 1999 - Bolívia[4]
- Palaeolama macrocephala - Észak-Amerika
- Palaeolama mirifica (Simpson, 1931)
- Palaeolama reissi Branco, (1883)
- Palaeolama weddelli (Gervais, 1855) - Bolívia, Argentína

Az alábbi taxonokat áthelyezték, vagy át lesznek helyezve a Hemiauchenia nembe:
- Palaeolama (Hemiauchenia) guanajuatensis[5]
- Palaeolama (Hemiauchenia) blancoensis
- Palaeolama (Hemiauchenia) paradoxa (H. Gervais & Ameghino 1880)
- Palaeolama (Hemiauchenia) major Liais, 1872[4]
- Palaeolama (Hemiauchenia) niedae Guérin & Faure, 1999[4]

Az alábbiak valószínűleg, kizárólag szinoimák:
- Palaeolama brevirostris Rusconi, 1930[6]
- Palaeolama leptognatha Ameghino - talán a Palaeolama major szinonimája
- Palaeolama mesolithica H. Gervais & Ameghino[7]
- Palaeolama oweni

## Fordítás
- Ez a szócikk részben vagy egészben  a   Palaeolama című angol Wikipédia-szócikk ezen változatának fordításán alapul.  Az eredeti cikk szerkesztőit annak laptörténete sorolja fel. Ez a jelzés csupán a megfogalmazás eredetét és a szerzői jogokat jelzi, nem szolgál a cikkben szereplő információk forrásmegjelöléseként.
- Ez a szócikk részben vagy egészben  a   Palaeolama című spanyol Wikipédia-szócikk ezen változatának fordításán alapul.  Az eredeti cikk szerkesztőit annak laptörténete sorolja fel. Ez a jelzés csupán a megfogalmazás eredetét és a szerzői jogokat jelzi, nem szolgál a cikkben szereplő információk forrásmegjelöléseként.